# Zadowolenie
Zadowolenie – chwilowe uczucie satysfakcji, pełnej afirmacji. W większości przypadków prowadzi do uczucia szczęścia. Zadowolenie nie objawia się stanem euforii, uzewnętrznia się w zależności od sytuacji (poziomu zadowolenia). Zadowolenia może być zarówno brane pod uwagę przy aspektach seksualnych, jak i wręcz przeciwnie, codziennych (dziecko zadowolone z oceny za swoją pracę np. dyktando).
W zależności od sytuacji jest to uczucie tłumione, np. zadowolenia ze stracenia przez kogoś posady na naszą korzyść. Natomiast oficjalna promocja naszej osoby będzie otwarcie pokazywana z dumą.